# Riccardo Paletti
Riccardo Paletti (Milánó, 1958. június 15. – Montréal, 1982. június 13.), olasz Formula–1-es autóversenyző, aki egy tragikus balesetben életét vesztette az 1982-es kanadai nagydíjon.

## Karrier
Paletti 1982-ben kezdte Forma 1-es pályafutását a gyenge Osellával. Az évad első futamára, a Kyalamiban megrendezett Dél-Afrikai Nagydíjra nem tudta kvalifikálni magát, és az ezt követő három futam előtt sem tudott felállni a rajtrácsra.
A negyedik futamon, Imolában csak 14 autó indult el, ugyanis háború dúlt a FISA és a FOCA között. Paletti kvalifikálta magát a versenyre, de a 7. körben kiesett az Osella felfüggesztésének meghibásodása miatt. A sors fintora, hogy Jean-Pierre Jarier a másik Osellával a negyedik, pontszerző helyen ért célba, és megszerezte a csapat első pontjait 1982-ben.
A következő három versenyen (Belgium, Monaco, USA) szintén nem tudott elindulni, ám a soron következő, Kanadában rendezett futam időmérőjén keserves kínok árán megszerezte az utolsó rajtkockát.

## Halála
1982. június 13-án felsorakozott a mezőny a 6. Kanadai Nagydíj rajtjára. A pole pozíciót Didier Pironi szerezte meg. A rajtnál Pironi autója lefulladt, és a hátsó sorból érkező Paletti csaknem 200 kilométeres sebességgel belerohant a Ferrariba. A baleset azonban sokkal súlyosabbnak bizonyult annál, mint amilyennek látszott: az Osella kormányoszlopa belefúródott Paletti mellkasába, aki az ütközés pillanatában eszméletét vesztette. Az érkező mentők próbálták kiszedni Palettit, azonban az Osella lángra kapott, és percekig tartott eloltani a tüzet. Hamarosan elhunyt, és a szakértők véleménye szerint halálát inkább az ütközéskor történt események, mintsem a tűz okozta. Születésnapja előtt két nappal halt meg.

### Teljes Formula–1-es eredménysorozata
| Év   | Csapat | 1      | 2      | 3      | 4      | 5      | 6      | 7      | 8      | 9   | 10  | 11  | 12  | 13  | 14  | 15  | 16  | Helyezés | Pont |
| ---- | ------ | ------ | ------ | ------ | ------ | ------ | ------ | ------ | ------ | --- | --- | --- | --- | --- | --- | --- | --- | -------- | ---- |
| 1982 | Osella | RSA NK | BRA NK | USW NK | SMR Ki | BEL NK | MON NK | DET Ni | CAN Ki | NED | GBR | FRA | GER | AUT | SUI | ITA | LVS | –        | 0    |